# Delfinoterapia

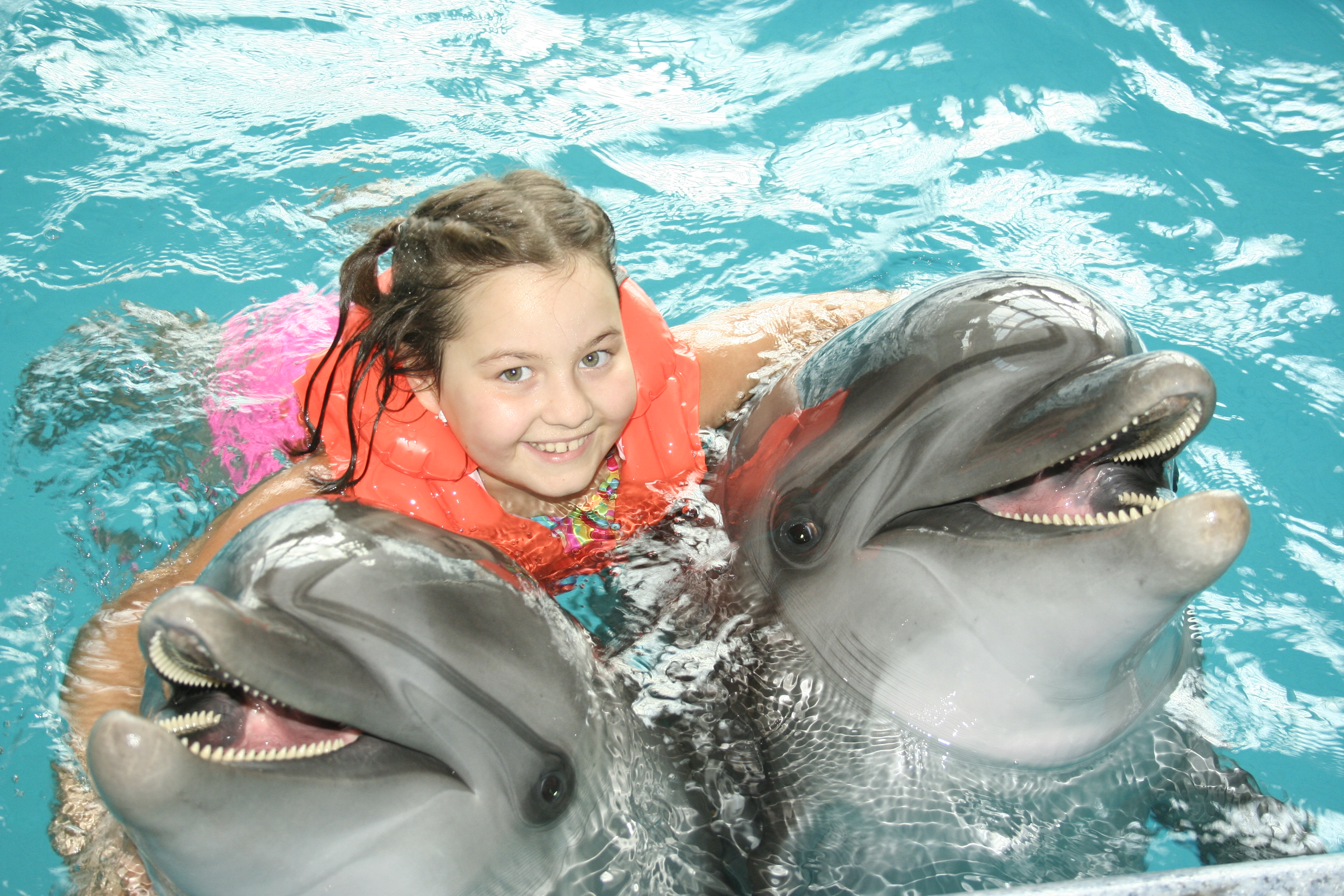
Pływanie z delfinami.

Delfinoterapia – odmiana zooterapii oraz hydroterapii, w której pacjent znajduje się w bliskim kontakcie z delfinami. Nie istnieją przekonujące dowody naukowe potwierdzające skuteczność tej terapii. Kontrowersyjne są również kwestie etycznego traktowania delfinów w bardzo sztucznym dla nich środowisku.

## Charakter
Terapia polega na wspólnym pływaniu i zabawach osób niepełnosprawnych z delfinami, podczas których wykonywane są określone ćwiczenia terapeutyczne, czy rehabilitacyjne. Oprócz ćwiczeń, na ludzki układ neurobiologiczny i hormonalny oddziałują ultradźwięki wydawane przez zwierzęta. 

## Historia
Za twórcę metody w 1978 uznaje się amerykańskiego psychologa Dawida Nathansona. Badania nad wykorzystywaniem delfinów w terapii dzieci chorych psychiczne i fizyczne miały miejsce już wcześniej, w latach 70. XX wieku, a zajmowali się tym głównie neuropsychiatrzy z Uniwersytetu w Miami.
W Polsce delfinoterapia nie jest dostępna.

## Kontrowersje
Metoda wzbudza kontrowersje, co do swojej efektywności, zwłaszcza w zakresie tego, czy wpływ na efekty ma samo zwierzę, czy raczej program wdrażany przez terapeutę. Badania efektywności autorstwa Nathansona z lat 1997-1998 i Lyudmily Lukiny z 1999 (potwierdzające skuteczność metody), zostały zakwestionowane w 2007 przez Lori Marino, co do metodyki, rzetelności i trafności. Niemieckie stowarzyszenie Autyzm stwierdziło w oficjalnym stanowisku, że nie ma przekonujących dowodów na to, iż delfinoterapia jest skuteczną metodą leczenia autyzmu. W obecnym czasie nie ma rzetelnych dowodów potwierdzających skuteczność tej formy terapii także w zakresie wpływu emitowanych przez zwierzęta ultradźwięków i sygnałów echolokacyjnych. Dopuszczane jest stwierdzenie, że delfinoterapia może przynosić pozytywne skutki, jednak pod kątem obecności delfina jako motywatora, który stymuluje pacjenta do działania (m.in. neuropsycholog i pediatra z Uniwersytetu Yale School of Medicine w New Haven, Michael Westerveld napisał, że jeśli jest jakiś sukces, byłbym raczej skłonny przypisać go ogólnym skutkom  interakcji ze zwierzętami.  Można kupić szczeniaka i zobaczyć te same wyniki). W 2016 brytyjska organizacja Research Autism, w opinii na temat delfinoterapii stwierdziła: W chwili obecnej, w temacie stosowania terapii z delfinami w leczeniu osób z autyzmem, dostępna jest ograniczona ilość badań i to niskiej jakości. Ich wyniki są niejednoznaczne. W przypadku delfinoterapii mamy do czynienia z różnymi problemami natury etycznej oraz z kwestią fizycznego zagrożenia, zarówno dla ludzi i delfinów, które mogą być trudne do pokonania. Szczególnie niepokojące są możliwości zachowań agresywnych u delfinów w stosunku do pływających z nimi ludzi oraz ryzyko przenoszenia chorób między ludźmi i delfinami.  Jednocześnie dostępne są różne alternatywy dla delfinoterapii, przy znacznie niższych kosztach i bez potencjalnej szkody dla ludzi i zwierząt zaangażowanych w terapię. Z tego powodu nie możemy zalecić stosowania delfinoterapii w leczeniu osób z autyzmem.